# Vega Soced Ploiești
Vega Soced Ploiești a fost un club de baschet fondat în anul 2000 în Ploiești.
Clubul ploieștean a evoluat în prima liga de baschet.
Istoria clubului începe în anul 1999, când clubul SOCED București, rămas fară susținere financiară, s-a mutat la Ploiești. Antrenorul de atunci al echipei, Ioan Constantin, pregatea încă o formație, care se numea Vega, iar grupul Rompetrol implicându-se în susținerea materială a acesteia. Cu un lot valoros, care îi includea, printre alții, pe Vladimir Arnautović, Constantin Palai, Mircea Constantin, Uchechukwu Iheadindu, Dan Dacian și Nicolae Chiran, Vega Soced a disputat o finală de play-off în sezonul 2001-2002, pe care a pierdut-o in fața aradenilor de la West Petrom Pecica, și o finală mică, câștigată în fața echipei CSU ISA Pitești, în sezonul 2002-2003. Apoi, din motive logistice, clubul s-a mutat București, dar, rămasă fara sprijin financiar în vara lui 2004, s-a retras din competiții.
Președinte-fondator al clubului Vega Soced Ploiești a fost omul de afaceri Dinu Patriciu.

## Antrenori
- Costel Cernat[4]
- Ioan Constantin